# Тарнавська сільська рада (Монастирищенський район)
Тарна́вська сільська́ ра́да — адміністративно-територіальна одиниця та орган місцевого самоврядування в Монастирищенському районі Черкаської області. Адміністративний центр — село Тарнава.

## Загальні відомості
- Населення ради: 370 осіб (станом на 2001 рік)

## Населені пункти
Сільській раді були підпорядковані населені пункти:
- с. Тарнава

## Склад ради
Рада складалась з 12 депутатів та голови.
- Голова ради: Синенко Володимир Іванович
- Секретар ради: Волковінська Людмила Іванівна

### Керівний склад попередніх скликань
| Прізвище, ім'я, по батькові  | Основні відомості                                                          | Дата обрання | Дата звільнення |
| ---------------------------- | -------------------------------------------------------------------------- | ------------ | --------------- |
| Синенко Володимир Іванович   | Сільський голова, 1963 року народження, член Соціалістичної партії України | 26.03.2006   | 31.10.2010      |
| Григораш Олександр Дмитрович | Сільський голова, 1956 року народження, освіта вища, безпартійний          | 31.10.2010   | 18.09.2011      |
| Синенко Володимир Іванович   | Сільський голова, 1963 року народження, освіта вища, безпартійний          | 18.09.2011   |                 |

Примітка: таблиця складена за даними сайту Верховної Ради України

### Депутати
За результатами місцевих виборів 2010 року депутатами ради стали:

#### За суб'єктами висування
| Суб'єкт висування                                       | Кількість обраних депутатів | %    |
| ------------------------------------------------------- | --------------------------- | ---- |
| Партія регіонів                                         | 5                           | 41,7 |
| Політична партія Всеукраїнське об'єднання «Батьківщина» | 4                           | 33,3 |
| Самовисування                                           | 2                           | 16,7 |
| Політична партія «Наша Україна»                         | 1                           | 8,3  |

#### За округами
| № округу                                                | Прізвище, ім'я, по батькові   | Дата визнання обраним | Освіта  | Партійна приналежність                        | Відомості про обраного депутата          |
| ------------------------------------------------------- | ----------------------------- | --------------------- | ------- | --------------------------------------------- | ---------------------------------------- |
| Партія регіонів                                         |                               |                       |         |                                               |                                          |
| 5                                                       | Синенько Наталія Мамедівна    | 08.11.2010            | вища    | член Партії регіонів                          | тимчасово не працює                      |
| 6                                                       | Волковінська Людмила Іванівна | 08.11.2010            | вища    | член Партії регіонів                          | Терлицька загальноосвітня школа, вчитель |
| 10                                                      | Перебора Микола Іванович      | 08.11.2010            | середня | член Партії регіонів                          | тимчасово не працює                      |
| 11                                                      | Карпенко Антоніна Борисівна   | 08.11.2010            | середня | член Партії регіонів                          | тимчасово не працює                      |
| 12                                                      | Коханівська Оксана Іванівна   | 08.11.2010            | середня | член Партії регіонів                          | тимчасово не працює                      |
| Політична партія Всеукраїнське об'єднання «Батьківщина» |                               |                       |         |                                               |                                          |
| 2                                                       | Юрченко Юрій Петрович         | 08.11.2010            | середня | член Всеукраїнського об'єднання «Батьківщина» | пенсіонер                                |
| 3                                                       | Розкидана Раїса Миколаївна    | 08.11.2010            | середня | член Всеукраїнського об'єднання «Батьківщина» | Бібліотека, бібліотекар                  |
| 7                                                       | Горбатюк Станіслав Степанович | 08.11.2010            | середня | член Всеукраїнського об'єднання «Батьківщина» | тимчасово не працює                      |
| 9                                                       | Поворозник Таїса Василівна    | 08.11.2010            | середня | член Всеукраїнського об'єднання «Батьківщина» | тимчасово не працює                      |
| Політична партія «Наша Україна»                         |                               |                       |         |                                               |                                          |
| 8                                                       | Жорнік Микола Петрович        | 08.11.2010            | середня | член Політичної партії «Наша Україна»         | тимчасово не працює                      |
| Самовисування                                           |                               |                       |         |                                               |                                          |
| 1                                                       | Юрченко Василь Петрович       | 08.11.2010            | середня | позапартійний                                 | тимчасово не працює                      |
| 4                                                       | Бирко Микола Степанович       | 08.11.2010            | середня | позапартійний                                 | пенсіонер                                |